# 本智院
本智院（ほんちいん）は、東京都北区にある真言宗智山派の寺院。

## 概要
元和年間（1615年～1624年）に開山したといわれている。元々は八丁堀に位置していた。
明暦年間（1655年～1658年）の火災で浅草に移転、1921年（大正10年）に現在地に移転した。
境内には、1667年（寛文7年）製の石像の大日如来坐像があるが、これは移転時に一緒に移したものである。

## 交通アクセス
- 飛鳥山停留場より徒歩1分。